# Соломон, Земенфес
Земенфес Соломон (англ. Zemenfes Solomon, род. 17 марта 1997) — эритрейский шоссейный велогонщик.

## Карьера
В 2016 году на Тур дю Фасо выиграл четыре этапа и стал третьим в генеральной классификации.
В 2017 году стал победителем Тура Эритреи.
В 2018 году занял второе место на чемпионате Эритреи в индивидуальной гонке.
Стартовал на таких гонках как Тропикале Амисса Бонго, Тур Руанды, Тур Фучжоу, Тур озера Тайху. Был участником нескольких чемпионатов мира в категории U23.

## Достижения
2015
 Чемпион Эритреи — индивидуальная гонка U19
2016
Тур дю Фасо
3-й в генеральной классификации
2-й, 3-й, 5-й и 9-й этапы
2017
Тур Эритреи
1-й в генеральной классификации
5-й этап
2-й на Фенкил Норд Ред Сиа
2018
 Чемпион Эритреи — индивидуальная гонка U23
2-й на Чемпионат Эритреи — индивидуальная гонка

## Рейтинги
| Год                 | 2017  | 2018   |
| ------------------- | ----- | ------ |
| Мировой рейтинг UCI | 440-й | 2056-й |
| Африканский тур UCI | 6-й   | 141-й  |
|                     |       |        |
| Источник: UCI       |       |        |